# Cícico (mitología)
En la mitología griega, Cícico o Cízico (en griego Κύζικος) fue rey de los doliones, que habitaban en una isla de Frigia, en Asia Menor. Esta isla fue habitada por dos pueblos, uno de monstruos autóctonos, que tenían seis manos y los doliones, descendientes de Poseidón que habitaban en la llanura y en el istmo de Cícico, aungue según Partenio estaba casado con Larisa, hija de Pías, rey de los pelasgos.
Los doliones estaban gobernados por el rey Cícico, hijo de Eneo y Enete, hija de Eusoro. O bien el propio Cícico era un descendiente de Eusoro. El nombre de Eneo deriva de la ciudad tesalia de Eno (Enez) y se dice hijo de Apolo y Estilbe, hija del río Peneo. Los doliones temían a los monstruos locales, los Terrígenos, que no atacaban a los doliones debido a la protección que les dispensaba Poseidón. Cícico estaba casado con Clite, hija de Mérope, rey de Percote.
Los vientos tracios impulsaron a la nave Argo que arribó a la isla de los doliones. Los argonautas anclaron en el puerto de Ártace (actual Erdek) y fueron recibidos hospitalariamente por el pueblo y por el rey. Pero los Terrígenos atacaron desde la otra vertiente del monte Díndimo tratando de bloquear la bocana del puerto del Quito con multitud de rocas que arrojaron al fondo, a donde algunos argonautas iban a trasladar la nave, mientras que el resto ascendieron al mencionado monte. Los Terrígenos fueron masacrados por Heracles a flechazos y a lanzazos por los argonautas.
Después de que zarparan los argonautas, un vendaval los llevó de vuelta a la isla durante la noche, y no se dieron cuenta de que era el mismo lugar. Tampoco los doliones se percataron de que eran los argonautas, sino que creyeron que se trataba de un ataque de la tribu guerrera de los macrieos, pueblo pelasgo vecino de los cicicenos, y atacaron a los supuestos invasores. En la batalla los argonautas asesinaron a varios doliones. Al alba se dieron cuenta de su error fatal, y quedaron sobrecogidos al ver caído entre los muertos a Cícico. Durante tres días los argonautas y los doliones se lamentaron de la tremenda equivocación y honraron a los muertos. Clite, la viuda de Cícico, se ahorcó.